# La Capella Reial de Catalunya
La Capella Reial de Catalunya − hiszpański zespół muzyczny, założony w roku 1987 przez Jordiego Savalla jako La Capella Reial. Obecną nazwę zespół nosi od roku 1989. W roku 1990 patronat nad zespołem objął Rząd Katalonii.
Zespół, jak wskazuje sama nazwa, szczególną wagę przywiązuje do historycznej muzyki katalońskiej, nie stroniąc jednak od wykonywania innego repertuaru. Zespół często występuje razem z innymi grupami kierowanymi przez Jordiego Savalla – z orkiestrą Le Concert des Nations oraz z zespołem Hespèrion XXI.
Zespół występował w roku 2011 w Krakowie, na festiwalu Misteria Paschalia.

## Dyskografia
- 1988: Joan Cererols: Missa pro Defunctis, Missa de Batalla, wyd. Astrée (Naïve), „Musica Iberica” ES 9924.
- 1988: El Cant de la Sibilla, razem z Montserrat Figueras, wyd. Astrée (Naïve), „Musica Iberica” ES 9971.
- 1989: Claudio Monteverdi: Vespro della beata Vergine (1610), razem z Chórem Centrum Muzyki Antycznej w Padwie, wyd. Alia Vox, AVSA 9855 (2 SACD).
- 1990: Bartomeu Càrceres: Villancicos & Ensaladas, razem z Montserrat Figueras, wyd. Astrée (Naïve), „Musica Iberica” ES 9951.
- 1991: Johann Sebastian Bach: Les Quatre Ouvertures, Suites pour orchestre, BWV 1066-1069, razem z Le Concert des Nations, wyd.  Astrée (Naïve), „Musica Germanica” ES 9958 (2 CD).
- 1991: Jan Sebastian Bach: Les Six Concerts Brandebourgeois, razem z Le Concert des Nations, wyd. Astrée (Naïve), „Musica Germanica” ES 9948 (2 CD).
- 1991: Cançons de la Catalunya mil·lenària, razem z Montserrat Figueras, wyd. Astrée (Naïve), „Musica Iberica” ES 9937.
- 1992: Mozart: Réquiem & Maurerische Trauermusik, razem z Le Concert des Nations i Montserrat Figueras, wyd. Astrée (Naïve), „Musica Germanica” ES 9965.
- 1992: Cristóbal de Morales: Officium Defunctorum, Missa Pro Defunctis, razem z Hespèrion XX, wyd. Astrée (Naïve), „Musica Iberica” ES 9926.
- 1992: Francisco Guerrero: Sacrae Cantiones, razem z Hespèrion XX, wyd. Astrée (Naïve), „Musica Iberica” ES 9953.
- 1992: Tomás Luis de Victoria: Cantica Beatae Virginis, razem z Hespèrion XXI, wyd. Astrée (Naïve), „Musica Iberica” ES 9975.
- 1993: Alfonso X El Sabio: Cantigas de Santa Maria, razem z Hespèrion XX, wyd. Astrée (Naïve), „Musica Iberica” ES 9940.
- 1994: Jeanne La Pucelle (Original Soundtrack), razem z Hespèrion XX, wyd. Astrée (Naïve), „Musica Gallica” ES 9938.
- 1994: Juan Crisóstomo de Arriaga: L'oeuvre orchestrale, wyd. Astrée (Auvidis), E 8532.
- 1995: Claudio Monteverdi: Madrigali guerrieri et amorosi, wyd. Astrée (Naïve), „Musica Italiana” ES 9944.
- 1996: El Canto de la Sibila II. Galicia, Castilla, razem z Montserrat Figueras, wyd. Astrée (Naïve), „Musica Iberica” ES 9942.
- 1996: El Cançoner del Duc de Calabria (1526-1554), razem z Montserrat Figueras, wyd. Astrée (Naïve), „Musica Iberica” ES 996.
- 1999: El cant de la Sibil.la. Mallorca, València 1400-1560, razem z Montserrat Figueras, wyd. Alia Vox, AV 9806 (CD), AVSA 9806 (SACD).
- 1999: Heinrich Ignaz Franz von Biber: Missa Bruxellensis, razem z Le Concert des Nations, wyd. Alia Vox, AV 9808.
- 2000: Carlos V. Mille Regretz: La Canción del Emperador, razem z Hespèrion XXI, wyd. Alia Vox, AV 9814 (CD), AVSA 9814 (SACD).
- 2001: Alfons V El Magnànim (1396-1458). El Cancionero de Montecassino: Música Religiosa & Profana, wyd. Alia Vox, AV 9816 A+B (2 CD).
- 2002: Heinrich Ignaz Franz von Biber: Battalia, Requiem à 15, razem z Le Concert des Nations, wyd. Alia Vox, AV 9825.
- 2002: Claudio Monteverdi: L'Orfeo, razem z Le Concert des Nations, wyd. BBC „Opus Arte”, OA 0843 D (DVD).
- 2003: Villancicos y Danzas Criollas, razem z Hespèrion XXI, wyd. Alia Vox, AV 9834.
- 2004: Homenatge al Misteri d'Elx - La Vespra, wyd. Alia Vox, AV 9836.
- 2004: Isabel I, Reina de Castilla (Musicas Reales, vol. III), razem z Hespèrion XXI, wyd. Alia Vox, AV 9838 (CD), AVSA 9838 (SACD).
- 2005 - Don Quijote de la Mancha: Romances y Músicas, razem z Hespèrion XXI, wyd. Alia Vox, AVSA 9843 A+B (2 SACD).
- 2006: Christophorus Columbus. Paraísos Perdidos, razem z Montserrat Figueras i Hespèrion XXI, wyd. Alia Vox, AVSA 9850 A+B (2 SACD).
- 2007: Francesco Javier. La Ruta de Oriente, razem z Hespèrion XXI, wyd. Alia Vox, AV 9856 A+B (2 SACD).
- 2008: Jérusalem, razem z Hespèrion XXI, wyd. Alia Vox, AVSA 9863 (2 SACD).
- 2009: Le Royaume oublié. La Tragédie Cathare, razem z Hespèrion XXI, wyd. Alia Vox, AVSA 9873 A/C (3 SACD + książka).
- 2010: El Nuevo mundo. Folías Criollas, razem z Hespèrion XXI oraz Tembembe Ensamble Continuo, wyd. Alia Vox, AVSA 9876 (SACD).